# 平英正
平 英正（へい/たいら ひでまさ）は、室町時代後期から戦国時代にかけての武将。義就流畠山氏（総州家）の奉行人（内衆）を務めた。

## 概要
英正の英の字は畠山義英の偏諱を賜ったものであると考えられる。
大永4年（1524年）11月13日には、畠山義堯の奉行人として文書を発給している。
義堯が死去した後は木沢長政と協調し、木沢中務大輔や井口美濃守とともに畠山在氏の奉行人として活動し、飯盛山城に在城していた。
なお、高森邦男は義堯・在氏の兄弟で畠山尚順の猶子になった畠山勝王と英正の花押の類似性を指摘している。